# Qullissat
Qullissat [ˈquˌɬːisːat] (nach alter Rechtschreibung K'utdligssat) ist eine verlassene grönländische Stadt im Distrikt Qeqertarsuaq in der Kommune Qeqertalik.

## Lage
Qullissat liegt in einem Flussdelta an der Nordostküste der Diskoinsel (Qeqertarsuaq) am Vaigat (Sullorsuaq), der die Insel von der gegenüberliegenden Südküste der Halbinsel Nuussuaq trennt. Der nächstgelegene Ort ist Saqqaq, das 41 km östlich auf der anderen Sundseite liegt, während der nächste bewohnte Ort auf der Diskoinsel, Kangerluk, in 76 km Entfernung südwestlich liegt.

## Geschichte

### Von der Gründung bis zum Zweiten Weltkrieg
Qullissat diente vor seiner Gründung den Grönländern als Sommerplatz. Die Kohlevorkommen in der Region um Qullissat waren bereits seit dem 18. Jahrhundert bekannt. Nachdem die Mine in Qaarsuarsuk nach etwa 20 Jahren ausgeschöpft war, wurde der Kohleabbau nach Qullissat verlagert. Der Ort wurde somit 1924 gegründet, um als Heimat für die Minenarbeiter zu dienen. Die Lage am offenen Meer ohne eine schützende Bucht war ungünstig und es gab keinen Hafen, sodass die Schiffe vor dem Ort vor Anker lagen und mit Leichtern beladen wurden. 1930 wurde ein Laden errichtet und 1938 eine Bäckerei.
Nach rund 15 Jahren waren die Vorkommen (64.000 Tonnen) erneut ausgeschöpft, woraufhin 1939 eine weitere Mine einen Kilometer südlich von Qullissat eröffnet wurde. Im Zweiten Weltkrieg, als Grönland von Dänemark abgeschnitten war, musste Qullissat das ganze Land mit Kohle versorgen, da aus Dänemark keine Schiffe mehr kamen. Dies führte zu einem großen Aufschwung für den Ort.

### Hochphase und erste Überlegungen zur Aufgabe

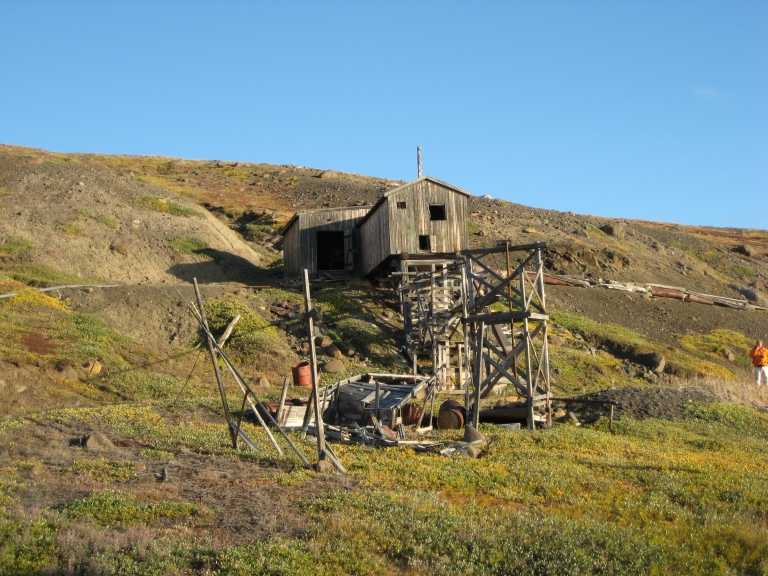
Das alte Wasserwerk in Qullissat (2008)

1943 wurde ein Krankenhaus errichtet, das 1947 ausgebaut wurde. 1947 wurde eine neue Schule errichtet. 1948 wurde Qullissat mit dem Bau eines Kraftwerks elektrifiziert, als erste Stadt Grönlands. Der Betrieb der Mine war meistens unrentabel, da ein Import billiger gewesen wäre.
1950 wurde Qullissat Hauptort der Gemeinde Vaigat. Im selben Jahr wurde erstmals die Schließung der Mine von der Grønlandskommission gefordert. Da es in der Gegend jedoch keine anderen Beschäftigungs- und Einkommensmöglichkeiten gab, riet die Kommission zu einer langsamen Aufgabe der Stadt durch voranschreitenden Wegzug der Bevölkerung.
Mitte des 20. Jahrhunderts war Qullissat eine der größten Städte des Landes sowie die erste Industriestadt Grönlands mit einer eigenen Kultur, die sich stark vom Rest des Landes unterschied, und dadurch besonders wurde, dass in der Stadt Grönländer aus allen Regionen des Landes, aber auch zahlreiche Ausländer lebten, die alle ihre eigenen kulturellen Einflüsse einbrachten.
1957 wurde eine Kommission gegründet, die die Zukunft Qullissats diskutieren sollte. Nach fünf Jahren Arbeit kam man 1962 zum Schluss, dass die Mine vorläufig weiter betrieben werden sollte, wobei Empfehlungen gemacht wurden, wie man die Rentabilität steigern könnte. In den 1940er Jahren hatte die jährliche Kohleproduktion noch bei 5.000 bis 8.000 Tonnen gelegen. 1954 waren es 12.000 Tonnen und 1958 schon 30.000 Tonnen. 1963 wurde das Maximum von 39.000 erreicht. Die Kommission empfahl eine leichte Senkung der jährlichen Abbaumenge. Zwischen 1963 und 1964 verdreifachten sich die Einnahmen trotz deutlich weniger abgebauter Kohle, aber da sich die Ausgaben zugleich verdoppelten, vergrößerte sich das Defizit des Minenbetriebs noch mehr.
1952 wurde eine neue Kirche errichtet und die alte in ein Versammlungshaus umgewandelt. 1958 wurde eine Feuerwehrstation und in den 1960er Jahren eine Polizeistation eröffnet. 1960 wurde ein Kindergarten und 1961 ein Altenheim errichtet. 1962 wurde eine zweite Schule errichtet. 1963 brannte das Krankenhaus und musste erneuert werden. Im selben Jahr wurde eine Zahnarztpraxis eröffnet. 1963 wurde zudem eine neue Bäckerei und 1966 ein zweiter Laden eröffnet. 1965 erreichte die Bevölkerungszahl mit 1408 Einwohnern ihren Höhepunkt. Zu diesem Zeitpunkt hatte die Bevölkerung jedoch bereits begonnen, in andere Städte zu ziehen.

### Beschluss zur Schließung von Qullissat
Im Frühjahr 1966 begann man im Grønlandsrådet erneut zu untersuchen, inwiefern der Kohleabbau in Qullissat noch rentabel war. Auch wenn man im Herbst eine neue Kohleschicht entdeckte, beschloss man, den Ort innerhalb der nächsten sechs Jahre aufzugeben. Als problematisch wurde angesehen, dass im Allgemeinen der Kohlebedarf durch das Aufkommen von Ölöfen in Grönland immer weiter sank. Die lange Übergangsphase wurde gewählt, um ausreichend Wohnungen für die zu dem Zeitpunkt etwa 1400 Bewohner von Qullissat in anderen Städten Grönlands zu errichten. 1967 begann der Abbau der neuen Kohleschicht in der Mine C, also der dritten in der Stadt.
Die Aufgabe der Stadt wurde nach Erwägungen anderer Lösungen im Vorjahr, wie der Verringerung der Bevölkerungszahl oder der wirtschaftlichen Umstrukturierung weg vom Kohlebergbau hin zur Fischerei, vom Grønlandsrådet im Juli 1968 bestätigt. Dennoch bat bereits im September der im Grønlandsrådet sitzende dänische Politiker Hans Jørgen Lembourn in einem Brief an Grönlandminister Arnold Christian Normann um eine Verschiebung oder Aufgabe der Pläne um Qullissat, ebenso wie Knud Hertling Kritik übte, während zeitgleich Grønlands Landsråd dem Grönlandministerium den Entschluss zur Schließung der Mine vorlegte, den dieses im Oktober 1968 schließlich endgültig billigte, wobei den Bewohnern offengehalten wurde, auch ohne wirtschaftliche Grundlage in Qullissat wohnen zu bleiben. 1969 hatten bereits mehr als die Hälfte der Familien in Qullissat um einen Umzug gebeten. Ende des Jahres 1970 trafen sich zahlreiche Kommunalpolitiker des Landes, um Lösungen für die mit der Entvölkerung Qullissat entstehenden Probleme zu finden. 1971 wurde beschlossen die Bewohner Qullissats zu entschädigen.
Im Dezember 1971 lebten noch etwa 500 der ursprünglich 1400 Bewohner in Qullissat. Im August 1972 wurde die Kohlemine geschlossen. Insgesamt waren seit der Gründung 1924 570.000 Tonnen Kohle abgebaut worden. Im September verließen die letzten Bewohner den Ort, der seither unbewohnt ist.

### Nach der Schließung

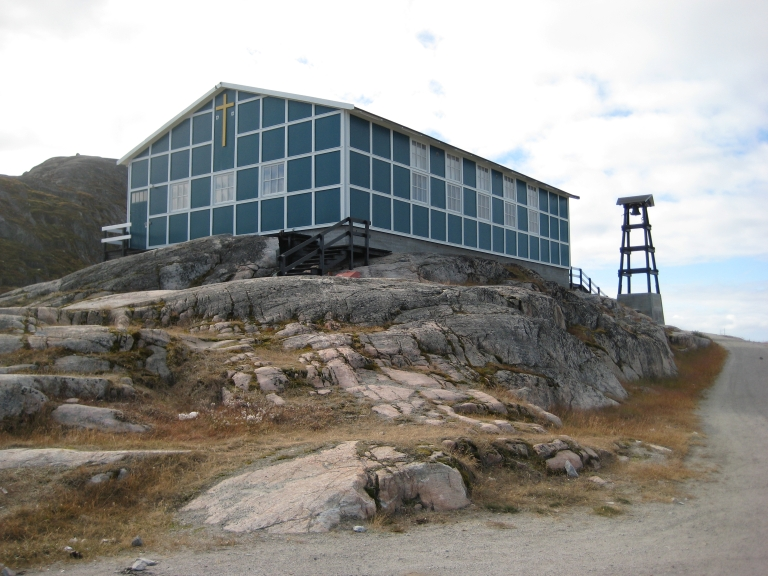
Die heute in Ilulissat stehende Kirche von Qullissat (2008)

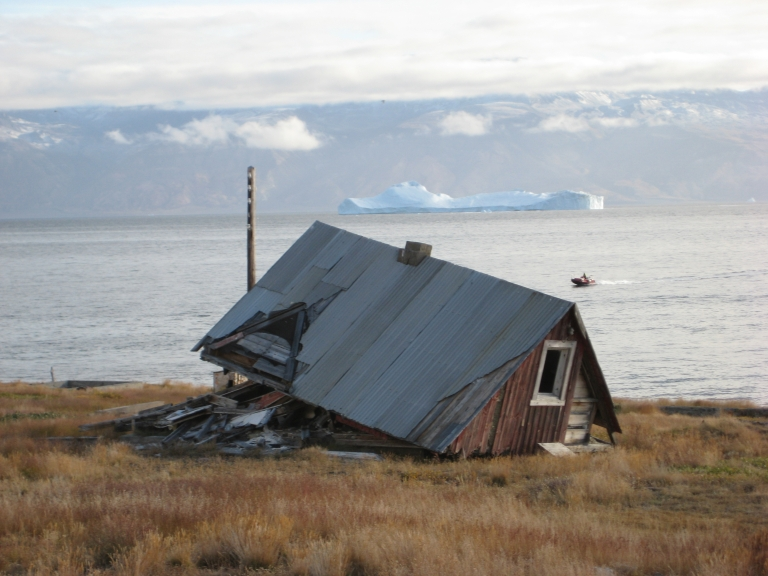
Durch den Tsunami von 2000 zerstörtes Gebäude in Qullissat (2008)

Qullissat ist der einzige Ort mit Stadtstatus in Grönland, der vollständig entvölkert wurde und damit auch der mit Abstand ehemals größte verlassene grönländische Ort. Das Gebiet der Gemeinde Vaigat, die zuletzt nur noch in Qullissat bewohnt war, wurde in die Gemeinde Qeqertarsuaq integriert. Die Aufgabe von Qullissat hatte große Folgen für die Bevölkerung. Die meisten durften nicht dorthin ziehen, wo sie es wünschten. Die Minenarbeiter fanden keine Anstellung mehr in ihrem Beruf und mussten sich anderen Arbeiten widmen, die keiner Ausbildung bedurften, was mit einer Einkommenssenkung einherging. Zudem zogen die meisten Bewohner von ihren eigenen Häusern in teure Wohnblocks, die in den Städten errichtet worden waren, um die sprunghaft wachsende Bevölkerung auffangen zu können. Man geht davon aus, dass die Zwangsumsiedlung der Bevölkerung von Qullissat eine bedeutende Ursache für soziale Probleme in Grönland ist. Die Stadt gilt als ein Sinnbild für die problematische postkoloniale Politik Dänemarks in Grönland und die Aufgabe wird als einer der größten Skandale der dänisch-grönländischen Geschichte betrachtet.
1977 und 2012 wurden anlässlich des 5. und 40. Jahrestags der Schließung Qullissats ein Sommerlager in der verlassenen Stadt durchgeführt. Am 21. Dezember 2000 kam es zu einem Tsunami, der ausgelöst durch einen Bergrutsch auf der gegenüberliegenden Seite der Meerenge einen Großteil der Gebäude in Qullissat zerstörte. Im Museum in Ilulissat, wohin auch die Kirche transportiert worden war, wird die Geschichte von Qullissat ausführlich behandelt.

## Sport
Der 1950 gegründete Fußballverein Nanoĸ Qullissat nahm bis zu seiner Auflösung mehrfach erfolgreich an der Grönländischen Fußballmeisterschaft teil und konnte 1959/60 grönländischer Fußballmeister werden.

## Söhne und Töchter
- Ulf Olsen (* 1937), Gewerkschafter
- Pele Møller (* 1939), Musiker
- Peter Ostermann (1939–2011), Politiker (Atassut) und Polizist
- Hans Anthon Lynge (* 1945), Schriftsteller, Übersetzer, Lehrer und Drehbuchautor
- Aka Høegh (* 1947), Künstlerin (Bildhauerin und Malerin)
- Makka Kleist (* 1951), Schauspielerin
- Kuupik Kleist (* 1958), Politiker (Inuit Ataqatigiit) und Premierminister
- Vera Leth (* 1958), Juristin und Ombudsfrau des Inatsisartut
- Ulf Fleischer (* 1959), Musiker und Komponist
- Maliinannguaq Marcussen Mølgaard (* 1960), Politikerin (Inuit Ataqatigiit), Journalistin, Lehrerin, Künstlerin und Schauspielerin
- Anders Olsen (* 1971), Politiker (Siumut) und Polizist